# 9 Istorii reutilizate
9 Istorii reutilizate (2014) este volumul de debut al scriitorului român Eugen Lenghel. Acesta cuprinde o selecție de povestiri science fiction, fantastice și polițiste scrise de autor de-a lungul unui sfert de secol.
Anterior acestui volum, în 1990, numărul 6 al publicației "Clubul SF" a fost dedicat operei lui Eugen Lenghel, cuprinzând două povestiri ale sale.

## Conținut
- Istorii reutilizate (2011)
- Rosenau, sânge de dimineață (2012)
- Optimism de împrumut (2011)
- Ambasada roboților (2012 - inedită)
- Moș Timp (2013)
- Dacă timpul ar curge (1988 - inedită)
- Exo, carte de bucate (2012)
- Fermierul Virtual (2013)
- O lume magică (2012)

## Intriga
Istorii reutilizate
- apărută pe 2 august 2012 în Revista SRSFF, cu titlul "Istorii re-utilizate"

Publicațiile viitorului descurajează originalitatea și cer scriitorilor să combine teme vechi aparținând unor autori celebri.
Rosenau, sânge de dimineață
- apărută pe 6 martie 2013 în revista "Suspans"; premiul pentru cea mai originală idee la Festivalul Mistery & Thriller 2012

Un ofițer de poliție anchetează legătura care există între o bandă de motocicliști vitezomani și distrugerile produse în orașul Râșnov.
Optimism de împrumut
- apărută pe 11 noiembrie 2011 în Revista SRSFF; mențiune la concursul de proză scurtă SF - Helion 2011

O povestire avertisment privind efectele încălzirii globale asupra mediului, în care un proiect de construcții este amenințat de inundațiile locale.
Ambasada roboților
- nepublicată anterior

Pământul se află sub spectrul unei iminente invazii extraterestre. În timp ce autoritățile caută să mușamalizeze situația, unele persoane caută să informeze publicul larg și să apere planeta.
Moș Timp
- apărută în antologia Ferestrele timpului (2013) realizată de Ștefan Ghidoveanu

O poveste de dragoste împletită cu un paradox temporal, în care protagonistul se lansează în căutări filozofice și alchimice ale expresiei timpului, căutând metode prin care acesta poate fi oprit sau inversat.
Dacă timpul ar curge
- nepublicată anterior

Echipajul unei nave spațiale aflate în căutarea vieții inteligente în spațiu, participă la un experiment legat de natura timpului.
Exo, carte de bucate
- apărută pe 22 noiembrie 2012 în "Gazeta SF"

Un pilot spațial eșuează pe planeta extrasolară Hefaistos. În timp ce încearcă să-și repare nava și să se ridice pe orbită, se confruntă cu vietățile locale.
Fermierul Virtual
- serializată între lunie septembrie-noiembrie în revista "Nautilus"

Jocurile de strategie online recompensează material persoanele care ating anumite niveluri. Paradoxal, deși acțiunea lor pare a se petrece doar în mediul virtual, utilajele virtuale au corespondent real, vizibil o dată cu producerea unor accidente care atrag atenția autorităților.
O lume magică
- apărută pe 1 mai 2012 în revista "Nautilus" cu titlul "De sânziene"

Lumea magiei începe să revină la viață în Brașovul prezentului, amenințând realitatea obișnuită. O pălărie magică transferă conștiințe dintr-un corp în altul, vampirii și moroii își fac apariția, iar vrăjile unei țigănci atrag atenția tuturor.

## Opinii critice
Scriitorul Dan Doboș consideră că povestirile oferă „ritm, idee, suspans, finaluri neașteptate, accident științific, acțiune, teme de meditație, personaje solid construite, universuri cunoscute”, iar cartea, în ansamblul ei, „trebuie citită mai ales de aceia care au rămas perpetuu îndrăgostiți de epoca de aur a science-fiction-ului”. Scriitorul Florin Pîtea a fost mai reținut, considerând că 9 Istorii reutilizate reprezintă „un volum de calitate medie, scris clar, însă lipsit de texte care să îndemne la o a doua lectură”. La rândul său, 4 arte.ro apreciază că „unele dintre [povestiri] aveau teme cu adevărat interesante”, dar „s-au terminat prea abrupt”, fiind de părere că era mai potrivită dezvoltarea lor la stadiul de nuvelă sau chiar de roman.
Criticul literar Cătălin Badea Gheracostea investighează într-un articol mai amplu aspectele literare ale acestui volum, obsevând că "Eugen Lenghel chiar scrie literatură, scrie ficțiune speculativă, totul este corect și la locul lui în construcție, dar e prea curînd, prea cuminte", concluzionând apoi că "Dacă va putea să treacă peste primirea mai degrabă rece care i s-a făcut volumului (și reacția sa de pe blogul personal, reacție la recenzia lui Florin Pâtea, sugerează că e posibil să nu treacă), Eugen Lenghel are, ca meșteșug, toate datele pentru a deveni un povestitor, chiar un fictor de linia întâi".  
In comentariul său din revista online LaPunkt.ro, istoricul Eugen Stancu descoperă calitațile profunde ale povestirilor ce compun volumul, observând că "cele nouă istorii nu pot fi circumscrise unui gen pentru că sunt o combinație reușită de science fiction, fantasy și gothic. Apoi cred că miza lor este revelația faptului că între real și imaginar, granița poate fi extrem de difuză. S-a scris mult pe tema asta, însă scriitura alertă a lui Eugen Lenghel cu efecte aproape cinematografice ne face să experimentăm direct această limită." Continuând cu "Suspansul, recuzita science fiction, ritmul deosebit pe care Eugen Lenghel îl imprimă povestirilor sale sunt invitația cea mai bună să le explorați. 9 Istorii Reutilizate nu este un simplu exercițiu escapist ci mai degrabă o invitație la autoanaliză."

## Vezi și
- Lista antologiilor de povestiri științifico-fantastice românești